# Вільям Гейґ
Вільям Джефферсон Гейґ (англ. William Jefferson Hague; нар. 26 березня 1961, Ротергем, Південний Йоркшир) — британський політичний діяч; лідер Консервативної партії  в 1997–2001 рр., міністр закордонних справ з 11 травня 2010 до 15 липня 2014 в кабінеті Девіда Кемерона.

## Життєпис
Народився Вільям Гейґ 26 березня 1961 року в місті Ротергем, графство Південний Йоркшир, Велика Британія.
Його батьки, Найджел та Стелла Гейґ, володіли невеликою компанією, що виробляла безалкогольні напої, та пабом. Вільям Гейґ четверта дитина у сім'ї і перший хлопчик після трьох дівчат.

## Освіта
Закінчив Оксфордський університет, де вивчав політичні науки, економіку, філософію, історію. Потім продовжив освіту у Франції в школі бізнесу INSEAD, де отримав кваліфікаційний ступінь в менеджменті (управлінні) — ступінь MBA (Master of Business Administration). Під час навчання Гейґ, захоплювався політикою, був президентом студентського Оксфордського союзу, у 1981 році очолював університетську асоціацію консерваторів.

## Рання діяльність
Вільям Гейґ працював у нафтовій компанії Shell, потім до 1988 року консультантом в консалтинговій компанії McKinsey, що спеціалізується на вирішенні завдань, пов'язаних зі стратегічним управлінням.
У 1987 році він вперше балотувався в депутати парламенту, але зазнав поразки. До парламенту він був обраний в 1989 році, будучи радником міністра фінансів Джеффрі Гау.
З 1990 по 1995 рік Гейґ обіймав ряд посад в консервативному уряді Джона Мейджора. У 1995–1997 роках був міністром у справах Уельсу. Гейґ виконував функції глави північного відділення Консервативної партії.

## Лідер опозиції
Після нищівної поразки консерваторів на виборах 1997 року лейбористам Тоні Блера і відходу з постів прем'єр-міністра країни і лідера партії Джона Мейджора, з 1997 по 2001 Гейґ займав пост лідера Консервативної партії. Пішов у відставку, після нової поразки на виборах лейбористам Тоні Блера в 2001 році.

## Діяльність на посту міністра закордонних справ
У травні 2010 року у Великої Британії до влади прийшла коаліція консерваторів і ліберал-демократів. Було створено новий уряд, де Вільям Гейґ отримав посаду міністра закордонних справ та у справах Співдружності.
12 травня 2010 року, як міністр закордонних справ, заявив, що проводитиме «виразно британську зовнішню політику» («distinctively British foreign policy»)

## Голосування в Палаті громад
У Палаті громад Гейґ голосував за початок війни в Іраці, за розслідування обставин початку війни в Іраці, проти заборони на полювання, проти надання рівних прав представникам сексуальних меншин, за заміну ракет Трайдент, проти запропонованих лейбористами антитерористичних законів, проти виключення спадкових перів з Палати лордів, проти заборони на паління.

## Особисте життя
Вільям Гейґ одружився у грудні 1997 року на своїй колишній секретарці Фіоні Дженкінс в каплиці Святої Марії у Венсмінстері. Дружина політика з родини лібералів. Дітей немає.

## Літературний доробок
Випустив дві біографічні книги про британських політиків XVIII століття — прем'єр-міністра Вільяма Пітта-молодшого (Hague, William (2004) William Pitt the Younger. London: HarperCollins) у вересні 2004 року, та про борця з рабством Вільяма Уїлберфорса у червні 2007 року.